# Хили, Дермот
Дермот Хили (ирл. Dermot Healy; 18 июля 1947, Финни, Уэстмит — 29 июня 2014, Слайго) — ирландский писатель, драматург, поэт и новеллист. Член творческого объединения «Аосдана» (ирл. Aosdána), и его руководящего органа — «Тоскайрахт» (ирл. Toscaireacht).

## Биография
Дермот Хили родился 18 июля 1947 года в деревне Финни в графстве Уэстмит в семье полицейского.
В детстве с семьёй переехал в город Каван, где учился в местной средней школе и провёл детство. В юности он уехал в Лондон, где работал барменом, охранником и разнорабочим. Позже он вернулся в Ирландию, поселившись в Балликоннелле, небольшом поселении на берегу Атлантического океана в графстве Слайго.
Дермот Хили скончался в возрасте 66 лет 29 июня 2014 года. После себя он оставил жену Хелен и двоих детей.

## Творчество
Дермота Хили называли «мастером», «кельтским Хемингуэем» и «лучшим из живущих романистов Ирландии». Его работами восхищались многие ирландские писатели, последователи и поклонники, в частности Шеймас Хини, Эжен Маккейб, Родди Дойл, Патрик Маккейб и Энн Энрайт.
Произведения Хили были созданы под влиянием эклектичного диапазона писателей из разных стран мира, в том числе Анны Ахматовой, Джона Ардена, Исаака Бабеля, Мацуо Басё, Сэмюэля Беккета, Хорхе Луиса Борхеса, Анджелы Картер, Джона Максвелла Кутзее, Эмили Дикинсон, Марии Эджуорт, Томаса Стернза Элиота, Германа Гессе, Назыма Хикмета, Айдана Хиггинса, Мирослава Голуба, Эжена Ионеско, Франца Кафки, Мэри Лавин, Федерико Гарсиа Лорки, Ги де Мопассана, Эдгара Аллана По, Сильвии Плат, Эзры Паунд, Уильяма Шекспира и Роберта Льюиса Стивенсона.

## Награды
Не удостоенный известными премиями на протяжении всей своей карьеры (игнорировался комитетом Букеровской премии, которая была присуждена его поклонникам Родди Дойлу и Энн Энрайт), Хили получил премию «Hennessy» (1974 и 1976), премию Тома Гэллона (1983), и премию «Encore» (1995). В 2011 году он был номинирован на премию «Поэзия сейчас» за сборник 2010 года «A Fool’s Errand. Long Time, No See», выбранный в список номинантов на Дублинскую литературную премию Всероссийской государственной библиотекой иностранной литературы имени М. И. Рудомино.

### Произведения
- Banished Misfortune (London, Allison & Busby, 1984), сборник рассказов
- Fighting with Shadows (London, Allison & Busby 1984)
- A Goat’s Song (London, Collins Harvill, 1994)
- Sudden Times (London, The Harvill Press, 1999)
- Long Time, No See (Faber and Faber, 2011)

### Автобиография
- The Bend for Home (Harvill, 1996)

### Пьесы
- Here and There and Going to America (1985)
- The Long Swim (1988)
- Curtains (1990)
- On Broken Wings (1992)
- Last Nights of Fun (1994)
- Boxes (1998)
- Mister Staines (1999)
- Metagama (2005)
- A Night at the Disco (2006)

### Поэзия
- Neighbours' Lights (1992)
- The Ballyconnel Colours (1995)
- What the Hammer (1998)
- The Reed Bed (2001)
- A Fool’s Errand (The Gallery Press, 2010)

## Фильмография
- Я мог читать небо[англ.] (1999)